# Porte narbonnaise (Toulouse)
Pour les articles homonymes, voir Porte Narbonnaise.
La Porte narbonnaise était la principale porte au sud de l'enceinte qui entourait la ville de Toulouse, en France. Porte fortifiée construite à l'époque romaine, détruite et reconstruite entre le XIIe siècle et le XIIIe siècle, elle fut définitivement supprimée en 1787.

## Histoire

### Antiquité
La Porte narbonnaise est probablement construite lors de la refondation de la ville par l'empereur Auguste, au Ier siècle. La jeune cité romaine se dote d'une enceinte, dans laquelle sont aménagées quatre portes, au passage du cardo maximus et du decumanus maximus : la Porte narbonnaise en est la porte sud, au débouché du cardo maximus. Du côté de la campagne, la Porte narbonnaise donne accès à la voie d'Aquitaine, importante voie impériale qui mène à Narbonne, capitale de la province Narbonnaise. La porte se trouve approximativement sous le sol de la cour d'appel de l'actuel palais de justice. Elle est voûtée et protégée par deux tours à talon, à base polygonale. Elle est, comme le reste de l'enceinte, construite avec de petits moellons de calcaire et des briques.

### Moyen Âge
Au Moyen Âge, la voie d'Aquitaine reste un axe de circulation majeur pour les marchands et même stratégique pour les comtes de Toulouse. Ceux-ci résident dans le castellum romain à côté de la Porte narbonnaise. Dans ce contexte, la Porte narbonnaise conserve sa place dans le réseau viaire et dans le système défensif toulousains.
Dans la 2e moitié du IXe siècle, avant 887 et peut-être dès les années 860, un large fossé de 20 mètres de large est creusé en avant du rempart et de la Porte narbonnaise, qui est renforcée par des contreforts. Les sièges successifs que connait la ville, en 844 et 849 par Charles II le Chauve, puis en 864 par Pépin II, expliquent probablement le renforcement de la Porte narbonnaise dont la fonction défensive devient première. Au cours du XIIe siècle, le système de fossé autour de la Porte narbonnaise est complété par le creusement d’un deuxième fossé, séparé du premier par un talus de 2 à 5 mètres de large, garni d’une palissade. À la même époque, le positionnement de la Porte narbonnaise connaît une profonde évolution. Probablement à l'époque du comte Raimond V, le castellum romain qui jouxte et protège la Porte narbonnaise est considérablement agrandi et l’espace au-devant de l’ancienne porte antique est complètement intégrée à l’aile méridionale du Château narbonnais. 
Dans ce contexte, l’entrée de la ville est déplacée plus à l’ouest par une brèche pratiquée dans le rempart antique, dorénavant dénommée Porte du château, en référence au Château narbonnais voisin. Cette nouvelle porte est protégée par une barbacane. Elle est connue dès les premières années du XIIIe siècle par la Chronique anonyme de la Croisade en 1217-1218. La localisation de la porte de cette barbacane pourrait être celle de la future porte de la ville à la fin du Moyen Âge. C'est une porte massive, de 20 mètres sur 10, à deux étages, construite en briques, qui n'a pas d'équivalent à Toulouse. Cette lourde construction rectangulaire est couronnée de mâchicoulis et de créneaux, et est flanquée d'échauguettes à chaque angle. La nouvelle Porte du château est renforcée par un système complexe de fossés, dont l'entretien est réglementé par les capitouls toulousains, soucieux de maintenir leur qualité défensive : un talus de 10 mètres au pied du rempart, 20 mètres en pente douce, puis un grand fossé de 13 à 18 mètres de largeur, 20 mètres de lices et un dernier fossé extérieur de 6 mètres. Cette succession de fossés hérissés de palissades sur près de 80 mètres au devant de la Porte narbonnaise a pour objectif de tenir cavaliers et machines de guerre à distance. À la fin du XIIIe siècle, la défense de la barbacane et de la Porte narbonnaise est donc assurée par un véritable ouvrage défensif. Il y a également, suivant une habitude fréquente au Moyen Âge, une recluse, c'est-à-dire une moniale qui est cloîtrée dans les bâtiments de la Porte narbonnaise. 
En 1357, la guerre de Cent Ans oppose le roi de France et le roi d'Angleterre depuis déjà 20 ans. Les capitouls ordonnent le renforcement de la muraille pour protéger la ville des incursions anglaises et construisent une nouvelle barbacane au-devant de la Porte du château. Construite en avant du fossé de la ville, elle a un rayon d'environ 30 mètres et est défendue, du côté du faubourg Saint-Michel, par la Porte Saint-Michel, avec son pont-levis et sa herse.

### Époque moderne
Jusqu'au XVe siècle, l'espace intérieur de la barbacane est libre : seule une petite chapelle dédiée à saint Martin y est établie. Les capitouls décident de construire des « badorques », c'est-à-dire de petites baraques qui sont louées, principalement à des artisans - charpentier, maréchal-ferrant, fondeur. Progressivement, des maisons sont construites, si bien que, au XVIIIe siècle, seule une rue étroite laisse le passage libre entre les deux portes de la barbacane, la Porte du château et la Porte Saint-Michel : elle porte d'ailleurs le nom de « rue Entre-Deux-Portes ». 
Au milieu du XVIIIe siècle, des travaux d'embellissement de la ville sont entrepris : en 1724 déjà, les capitouls aménagent une promenade devant la porte Montgailhard, comblent les fossés et détruisent les ponts devant le couvent des Carmes déchaussés. En 1752, le projet de promenade de l'architecte Louis de Mondran est approuvé par les capitouls : il s'agit d'aménager plusieurs parcs (actuels Jardin royal et Grand Rond) et de tracer de vastes allées (actuelles allées Jules-Guesde, Forain-François-Verdier, Paul Sabatier, des Soupirs et Frédéric-Mistral). Le projet n'est pas tout de suite complété et ce n'est qu'en 1787 que la Porte narbonnaise et sa barbacane sont finalement abattues.

### Époque contemporaine
L'emplacement exact de la Porte narbonnaise médiévale reste connu des historiens toulousains, mais pas celui de la porte romaine, complètement disparue dans les travaux d'agrandissement et destruction du Château narbonnais au Moyen Âge et à la période moderne. Ce n'est que lors du chantier de fouilles du palais de justice, en 2005, que la base d’une tour est dégagée par l'équipe de l'INRAP.